# Alex Kershaw

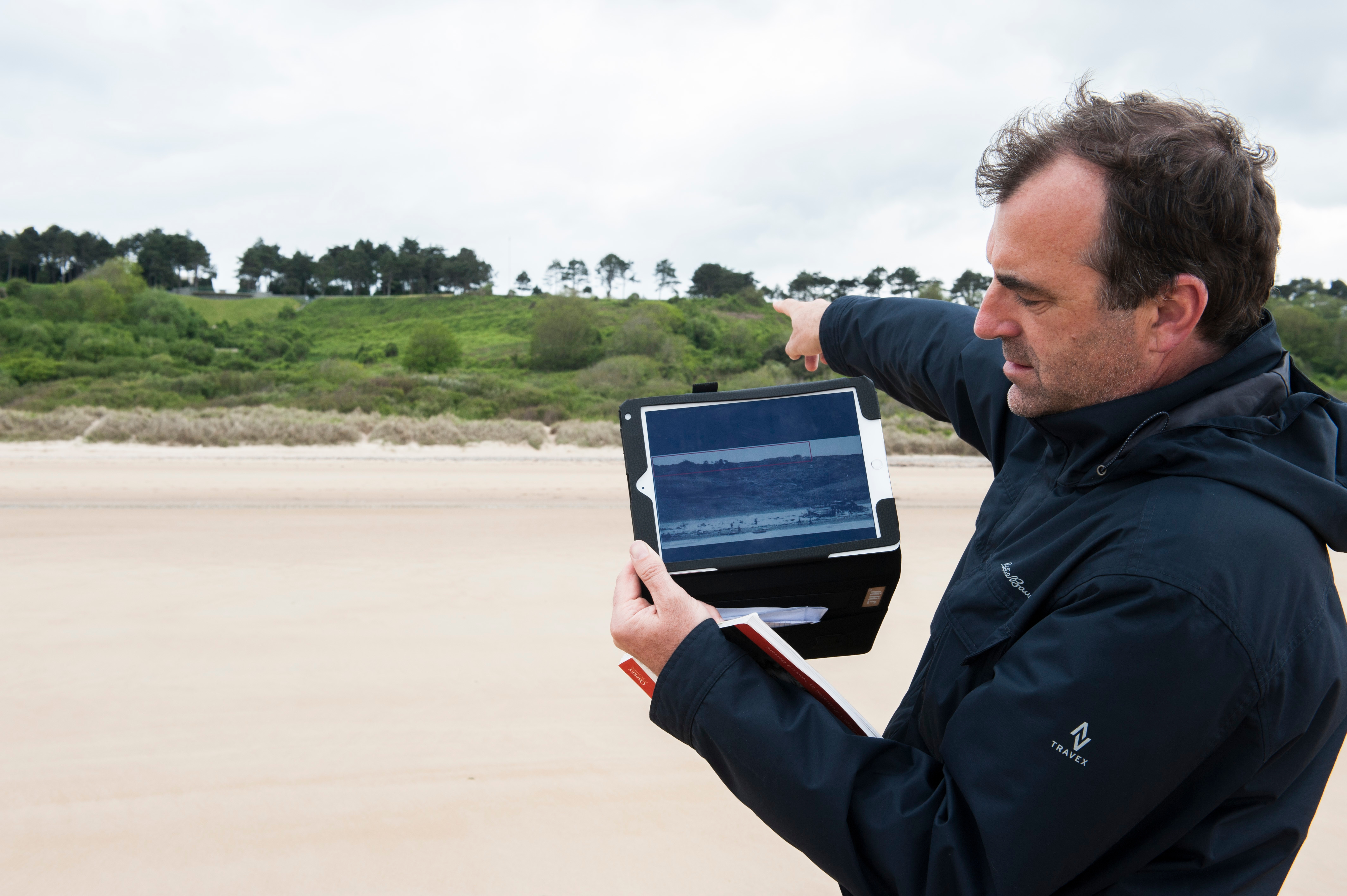
Alex Kershaw

Alex Kershaw is een Amerikaans auteur en historicus. 
Hij werkte als journalist en scenarioschrijver in Engeland, maar woont in Bennington, Vermont.
Kershaw werd vooral bekend door zijn op waarheid gebaseerde oorlogsromans The Bedford Boys (2004, over een groep jongens uit hetzelfde Amerikaans gehucht waarvan een groot deel omkomt tijdens de landing in Normandië) en The Longest Winter (2004, over de wederwaardigheden van een peloton tijdens het Ardennenoffensief).

## Werken
- Jack London (1997, HarperCollins)
- The Bedford Boys (2004, Da Capo Press)
- Blood And Champagne: The Life And Times Of Robert Capa (2004, Da Capo Press)
- The Few (2006, Da Capo Press)
- The Longest Winter: The Epic Story of World War II's Most Decorated Platoon (2004, Da Capo Press; 2006, Penguin Books)
- The Liberator (2012)

- Bibsys: 54383
- Bibliothèque nationale de France: cb13176734w (data)
- CiNii: DA10971130
- Gemeinsame Normdatei: 129435775
- International Standard Name Identifier: 0000 0001 1614 0233
- Library of Congress Control Number: n97084867
- Nationale Bibliotheek van Letland: 000300492
- Bibliotheek van het Japanse parlement: 00950138
- Nationale Bibliotheek van Tsjechië: xx0108358
- Nationale Bibliotheek van Israël: 987007263724905171
- Nederlandse Thesaurus van Auteursnamen: 166914517
- SNAC: w6zd2dvk
- Système universitaire de documentation: 035249749
- Virtual International Authority File: 29671805
- WorldCat: E39PBJvt8CHmB4QjpWhjfFx7HC